# Sœur Marie Céleste
Pour les articles homonymes, voir Marie Céleste.
Virginia Gamba, en religion Sœur Marie Céleste, (16 août 1600 – 2 avril 1634) est la fille aînée du grand savant italien Galilée et de sa maîtresse Marina Gamba.

## Biographie

### Fille illégitime
Virginia était l'aînée de Livia (1601-1659)- devenue soeur Archange (Arcangela) le 28 août 1617 - et de Vincenzio. Tous les trois naquirent hors mariage ; les deux filles portèrent seulement le nom de leur mère, mais Galilée réussit à faire légitimer son fils.
Les filles illégitimes trouvaient très difficilement à se marier et Galilée, assailli par les problèmes d'argent, les mit au couvent des clarisses de San Matteo, à Arcetri près de Florence. Virginia y entra à l'âge de treize ans.

### La vie religieuse
Une fois atteint l’âge requis de 16 ans, Virginia prit le voile le 4 octobre 1616 et choisit « Marie Céleste » (Maria Celeste) comme nom en religion en l'honneur de la Vierge Marie et de la passion de son père pour les objets du ciel.
Marie Céleste connut au couvent une vie rude faite de dénuement, de faim, de froid et d'ennui. De mauvaise santé elle-même, elle y fut notamment apothicaire, apportant à ses sœurs le réconfort qu'elle pouvait.
Durant sa courte vie, elle soutint moralement son père et permit au couvent de survivre grâce à l'aide qu'elle quémandait et qu'il apportait à travers elle. Elle lui envoyait des herbes médicinales pour soigner ses divers troubles de santé, s'occupa des finances du couvent et y organisa des pièces de théâtre. Galilée pour sa part s'occupait des fenêtres du couvent et répara personnellement son horloge. Marie Céleste servait aussi constamment de médiatrice entre son père et son frère Vincenzio,.
Les lettres qu'elle adressa à son père prouvent qu'elle l'aida à préparer et à corriger certains de ses manuscrits.

### La dernière année
L'Inquisition condamna Galilée pour hérésie en 1633. Il fut forcé d'abjurer sa croyance selon laquelle la Terre n'était pas le centre du monde ; on lui interdit de sortir de chez lui pour le reste de ses jours ; il fut condamné à réciter chaque semaine pendant trois ans les psaumes pénitentiels, ce dont sa fille se chargea à sa place. Toutefois, peu de temps après le retour de Galilée à Arcetri sous le coup de ce jugement, Marie Céleste fut atteinte de dysenterie. Elle mourut le 2 avril 1634 à l'âge de 33 ans.
Le père et la fille étaient très près l'un de l'autre, elle admirant l'indulgence aimante de son père, lui la décrivant ainsi : « femme d'un esprit exquis, d'une singulière bonté et extrêmement attachée à moi, ».

## Correspondance
Après la mort de Galilée, cent vingt-quatre lettres de Marie Céleste, écrites entre 1623 et 1633, furent retrouvées dans les papiers de son père, témoignant d'une correspondance suivie. La perte des réponses de Galilée nous prive de savoir quelle a été sa collaboration avec son père et quel était l'état d'esprit de ce dernier durant son procès. Les lettres de Marie Céleste, par contre, ont été éditées plusieurs fois.
- (it) Virginia Galilei, Lettere al padre sur Wikisource[8]
  - (en) Maria Celeste Galilei (correspondante), et Dava Sobel (trad.), Letters to father: suor Maria Celeste to Galileo, 1623-1633, New York, Walker & Co., 2001Traductions en ligne, également par Dava Sobel

## Postérité
- La Vie de Galilée, collaboration de Bertolt Brecht et de Margarete Steffin, où Marie Céleste apparaît, n'est pas une image fidèle de sa vie.
- L'Union astronomique internationale a donné le nom de Maria Celeste à un cratère d'impact de la planète Vénus[9].